# 재카로프

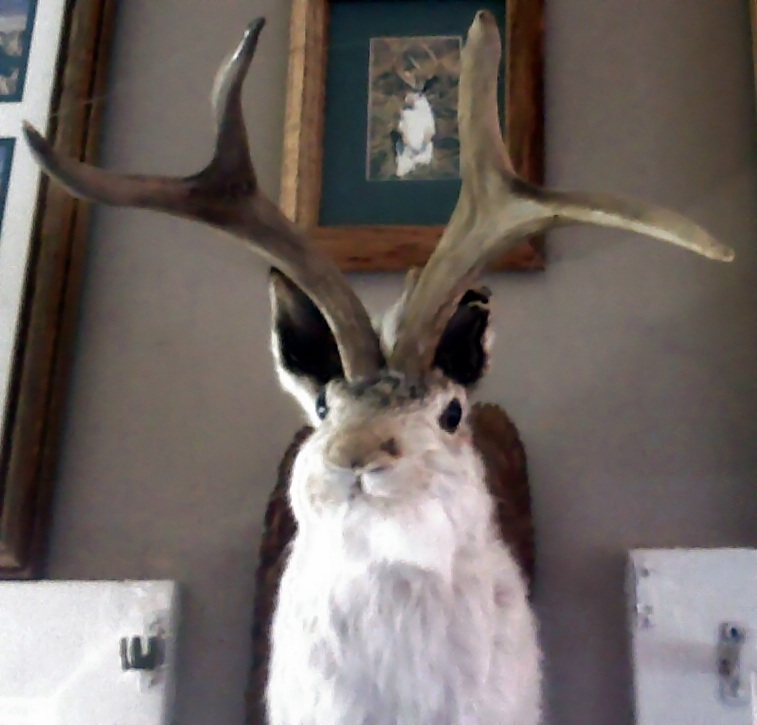
데스밸리 근교의 한 식당에 걸린 재카로프 모형

재카로프(jackalope)는 북아메리카 민속에 등장하는 전설의 생물로, 영양이나 사슴의 뿔이 달린 산토끼의 모습으로 묘사된다. 꿩의 꼬리와 사슴의 뒷다리를 가지고 있다고 전하기도 한다. 재카로프는 산토끼를 뜻하는 영어 단어 "잭래빗(jackrabbit)"과 영양을 뜻하는 영어 단어 "앤털로프(antelope)"의 합성어이다.
재카로프에 관한 이야기는 1930년대 와이오밍 지역의 한 사냥꾼이 산토끼 시체에 사슴 뿔을 접붙여 박제한 후 한 지역 호텔에 팔게 되면서 퍼지게 되었다. 재카로프 설화는 쇼프유두종바이러스에 감염된 토끼를 발견한 것에 영감을 받아 만들어졌을 가능성이 높은데, 이 바이러스에 감염된 토끼는 머리와 몸에 뿔처럼 생긴 종양이 돋아나게 된다. 그러나, 동물의 혼종 개념은 그리핀이나 키메라처럼 다른 문화권에서도 흔하게 발견되기 때문에 확실하다고 볼 수는 없다.

## 같이 보기
- 박제